# 올리비에 음바이조
올리비에 음바이시다라 음바이조(프랑스어: Olivier Mbaissidara Mbaizo, 1997년 8월 15일 ~ )는 카메룬의 축구 선수이다. 포지션은 수비수이며, 현재 미국 메이저 리그 사커의 필라델피아 유니언에서 뛰고 있다.